# Sindrome del midollo posteriore
La sindrome del midollo posteriore (PCS), nota anche come sindrome dell'arteria spinale posteriore (PSA), è un tipo di lesione incompleta del midollo spinale. La PCS è la meno comune delle sei sindromi da lesione clinica del midollo spinale, con un tasso di incidenza inferiore all'1%.
La PCS nasce da un infarto nell'arteria spinale posteriore ed è causata da lesioni sulla porzione posteriore del midollo spinale, in particolare la colonna posteriore, il corno posteriore e la regione posterolaterale della colonna laterale. Queste lesioni possono essere causate da traumi al collo, occlusione dell'arteria spinale, tumori, compressione del disco, carenza di vitamina B12, sifilide o sclerosi multipla. Nonostante questi numerosi percorsi patologici, il risultato è un'interruzione nella trasmissione di informazioni sensoriali e comandi motori dal cervello alla periferia.

## Cause
I traumi al midollo spinale, come le lesioni da iperflessione al collo, sono spesso il risultato di incidenti automobilistici o lesioni legate allo sport. In tali lesioni, si verificano lussazioni ed estensioni posteriori senza la rottura dei legamenti. Questo trauma contusivo può essere ulteriormente complicato dalla successiva compressione del disco. Oltre a queste complicazioni, potrebbero verificarsi attacchi ischemici transitori nel midollo spinale durante l'occlusione dell'arteria spinale.
Causepatologiche comuni di PCS includono l'atassia di Friedreich, una malattia ereditaria autosomica recessiva e tumori come astrocitoma, ependimoma, meningioma, neurofibroma, sarcoma e schwannoma . 

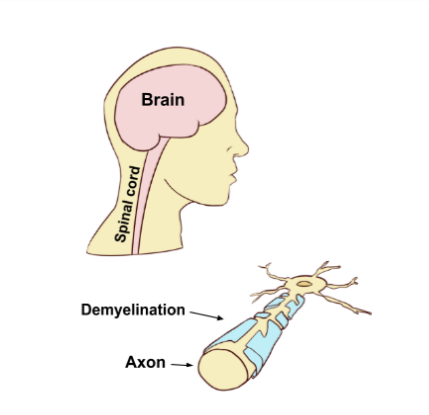
Illustrazione di un assone con una guaina mielinica degenerata

La cobalamina, comunemente nota come vitamina B12, svolge un ruolo cruciale nella sintesi e nel mantenimento della mielina nei neuroni presenti nel midollo spinale. Una carenza di questa vitamina essenziale provoca la demielinizzazione, un deterioramento dello strato di isolamento dell'assone che causa l'interruzione della trasmissione del segnale, con una specificità attualmente sconosciuta alla regione posteriore.
La PCS può svilupparsi con l'incapacità di trattare la sifilide. I sintomi compaiono in genere durante la fase terziaria della malattia, tra venti e trenta anni dopo l'infezione iniziale della sifilide. Il mancato trattamento della sifilide porta alla progressiva degenerazione delle radici nervose e delle colonne posteriori. Il batterio Treponema pallidum che provoca la sifilide provoca atassia locomotoria e dorsale. Ulteriori complicazioni includono danni al nervo ottico, cecità, dolori lancinanti, incontinenza urinaria e degenerazione delle articolazioni.
Nella maggior parte dei casi, le lesioni si presentano bilateralmente. Tuttavia, in rari casi, le lesioni sono state osservate unilateralmente. Inoltre, i sintomi generali degli infarti dell'arteria spinale posteriore includono perdita ipsilaterale di sensazione propriocettiva, problemi al tatto, pressione e vibrazione sotto la lesione; iporiflessia del tendine profondo; e in circostanze gravi, completa paralisi al di sotto della porzione del midollo spinale interessata.

## Diagnosi
L'imaging spinale completo, i raggi X, la tomografia computerizzata (CT) o la risonanza magnetica (MRI) possono essere utilizzati per identificare gli infarti sulle colonne dorsali. L'imaging da solo è spesso inconcludente e non presenta un'analisi completa delle colonne interessate. Anamnesi clinica, esami del sangue e del liquido cerebrale spinale (CSF) possono essere usati per giungere a una diagnosi completa.

## Trattamento
Il trattamento per i pazienti che soffrono della sindrome dipende dalle cause e dai sintomi del paziente, nonché dalla fonte. L'obiettivo principale del trattamento è stabilizzare la colonna vertebrale. I trattamenti possibili includono le vie aeree aggiunte ; l'uso di ventilatori; precauzioni spinali e immobilizzazione complete; e iniezioni di dopamina. Mentre non esiste una cura definitiva per la sindrome, il trattamento e la terapia di supporto possono essere forniti in base ai sintomi del paziente. La terapia e le cure riabilitative, compresi gli ausili per la deambulazione, la terapia fisica, occupazionale e psicoterapica, possono aiutare ad alleviare i sintomi associati alla PCS. La terapia acuta può includere terapia medica intensiva e analgesia. I corticosteroidi sono usati per ridurre qualsiasi infiammazione o gonfiore. Il rinforzo o la riparazione chirurgica possono essere eseguiti per stabilizzare la frattura spinale.

## Ricerca

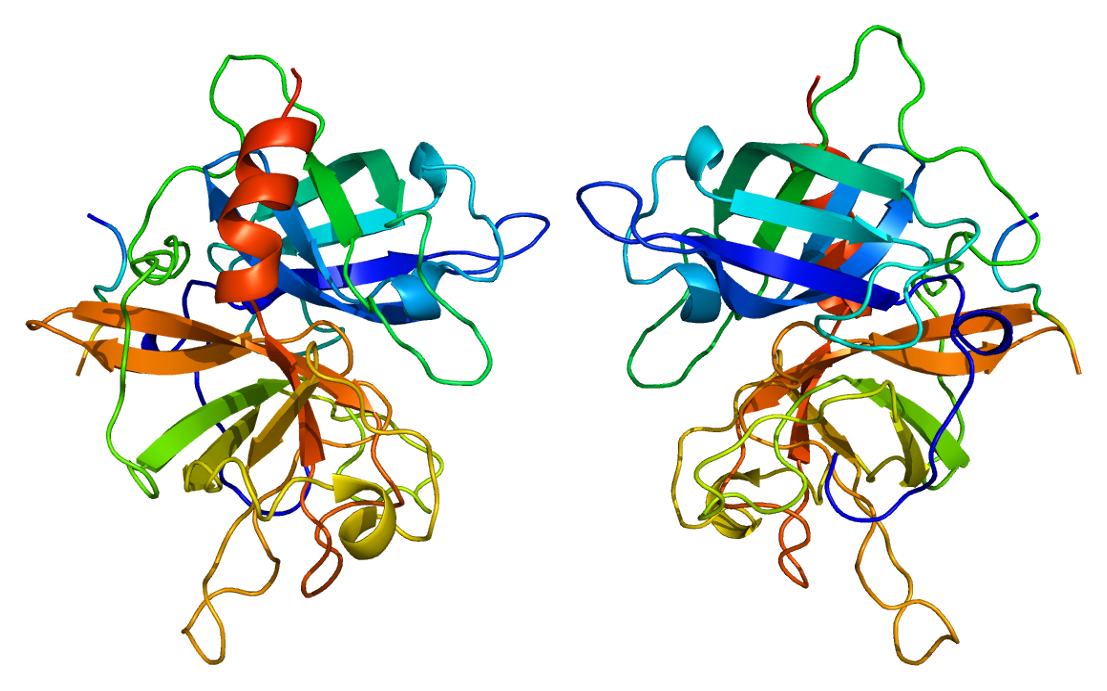
PLAT proteico (attivatore del plasminogeno tissutale) PDB 1a5h

È stato difficile fare progressi nella diagnosi e/o nel trattamento della PCS poiché i sintomi non sono di natura specifica e possono variare in base alla posizione esatta delle lesioni del midollo spinale. Inoltre, i dati demografici dei pazienti affetti da PCS sono rari poiché l'insorgenza dei sintomi segue in genere un evento traumatico. Inoltre, la ricerca ha subito battute d'arresto perché la PCS è estremamente rara con pochi casi documentati, a differenza della lesione del midollo spinale anteriore.
Tuttavia, la ricerca in corso ha contribuito a differenziare i PCS da altre lesioni cerebrali. Pertanto, possono essere sviluppate terapie migliori per il trattamento della PCS. Ad esempio, uno studio suggerisce che un intervento terapeutico con attivatore del plasminogeno tissutale (tPA), comunemente usato nei pazienti con ictus, può aiutare a trattare i pazienti con sintomi di PCS.